# Hoofdbestuur Noordelijke Zeeroute

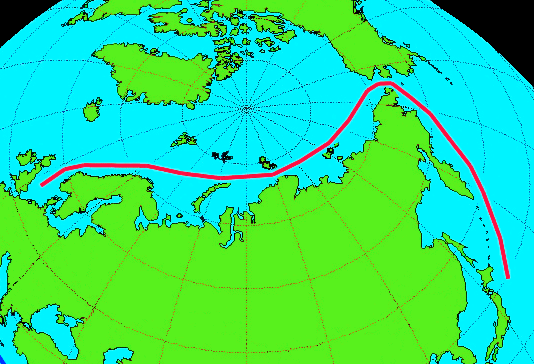
Noordelijk scheepvaartroute tussen Europa en het Verre Oosten

Het Hoofdbestuur Noordelijke Zeeroute (Russisch: Главсевморпути; Glavsevmorpoeti) werd in december 1932 opgezet in Moskou door de regering van de Sovjet-Unie op het advies van de Raad van Volkscommissarissen (Sovnarkom). Het was verantwoordelijk voor een enorm gebied met een oppervlakte van 8 miljoen vierkante kilometer: In het Europese deel van de Sovjet-Unie voor de eilanden en zeeën van de Noordelijke IJszee en in het Aziatische deel voor het hele gebied ten noorden van de 62e breedtegraad. Dit omvatte daarmee het gebied vanaf het Kolaschiereiland tot aan het Tsjoektsjenschiereiland en de wateren vanaf de Barentszzee tot aan de Beringzee. Het stond onder de leiding van Vjatsjeslav Molotov.

## Voorgeschiedenis
In 1932 voer de ijsbreker Aleksandr Sibirjakov onder kapitein Vladimir Voronin en expeditieleider Otto Schmidt voor het eerst door de Noordoostelijke Doorvaart (in Rusland Noordelijke Zeeroute genoemd) binnen 1 navigatieperiode. Het bevaren van deze route was echter een gevaarlijke onderneming, zo bleek twee jaar later in 1934 toen het stoomschip Tsjeljoeskin op een gelijksoortige reis werd gekraakt door het ijs in de Tsjoektsjenzee. Dit incident liet zien hoe weinig kennis men tot dan toe had van de beweging van de ijsbedekking van de Arctis. De Aleksandr Sibirjakov had de Noordoostelijke Doorvaart in oostelijke richting bevaren, terwijl in 1934 de ijsbreker Fjodor Litke voor het eerst de zeeroute binnen 1 navigatieperiode bevoer in westelijke richting.

## Ontwikkeling van de noordkust van Rusland
In principe was de scheepvaartroute dus zonder overwintering bevaarbaar voor economische en militaire doeleinden. Het Hoofdbestuur ontving van het Centraal Comité van de CPSU de opdracht "de Noordelijke Zeeroute van de Witte Zee tot de Beringstraat volledig bruikbaar te maken, haar uit te rusten, haar in goede staat te houden en de zekerheid van scheepvaart op deze route te verzekeren". Voor dit doel werden 16 hydrologische stations en het Arctisch Instituut van de Sovjet-Unie ingesteld. Alle ijsbrekers van het land werden toegewezen aan de vloot van het hoofdbestuur en vanaf 1938 werden hoogwaardige ijsbrekers in serieproductie genomen door het hoofdbestuur. Er werden twee werkgebieden ingesteld die gescheiden werden door de 140e lengtegraad. Tot het westelijke deel behoorden de Barentszzee, de Karazee en de Laptevzee en tot het oostelijk deel de Oost-Siberische Zee, de Tsjoektsjenzee en de Beringzee.
Vanaf dat moment werden de mondingen van de Ob, Jenisej, Lena en Kolyma regelmatig aangedaan door schepen. Er moesten hiervoor complete zeehandboeken worden geschreven en ijsdiensten worden ingesteld. Luchthavens werden opgezet en twee maanden voor elke navigatieperiode werd begonnen met het vrijmaken van het ijs vanuit de lucht. Er werd ook een netwerk van poolstations gebouwd die met elkaar verbonden waren door radiocommunicatie. Er werd intensief gezocht naar delfstoffen langs de zeekust en er ontstonden nieuwe havens in de jaren 30 en 40, zoals Dikson, Igarka, Tiksi en Pevek. In 1939 kreeg Ivan Papanin de leiding over het Hoofdbestuur Noordelijke Zeeroute.

## Oorlog in het Arctisch gebied
In 1941 viel nazi-Duitsland de Sovjet-Unie aan met Operatie Barbarossa. Papanin liet daarop Kaap Sjelanieja in het noorden van Nova Zembla en Dikson aan het einde van de Golf van Jenisej uitrusten met geschutstukken. In dat jaar waren de Duitse U-boten en vliegtuigen echter alleen in de Barentszzee en Witte Zee actief. De meeste schepen van het Hoofdbestuur Noordelijke Zeeroute stonden onder de Witte Zeeflottielje, die de ijsbrekers en andere schepen voorzag van kanonnen en machinegeweren.
Archangelsk was de eerste ijsvrije haven achter het westelijke front. Daar moesten de vrachten van de geallieerde schepen worden gelost, die in het kader van de Lend-Lease Act naar de Sovjet-Unie werden gebracht. Tot 20 graden oosterlengte werden de uit Schotland en IJsland komende schepen begeleid door de Britse oorlogsmarine en vanaf daar werden ze begeleid door de Sovjet-Noordelijke Vloot. In Archangelsk liet Papanin de haveninstallaties uitbouwen, zodat grote stoomschepen afgebouwd konden worden. Ook liet hij nieuwe havens aanleggen aan de monding van de Noordelijke Dvina bij Severomorsk en bij Ekonomieja (noordelijke haven van Archangelsk). De vaarweg van de rivier moest daarvoor behoorlijk worden uitgediept. Ekonomieja werd verbonden door middel van een 43 kilometer lange spoorweg, waarover over de moerasachtige toendrabodem duizenden tonnen beddingsmateriaal werd vervoerd. Er waren echter nog geen bruggen over de Noordelijke Dvina, waardoor een geïmproviseerde spoorwegbrug moest worden aangelegd over de bevroren rivier. Hierover konden de tanks die waren ontladen in delen worden vervoerd over het ijs. Het eerste konvooi van de geallieerden kwam op 31 augustus 1941 aan in Archangelsk. In totaal arriveerden dat jaar zeven konvooien in de stad. In alle oorlogsjaren gezamenlijk werd 5 miljoen ton aan voorraden aangevoerd door Archangelsk.
Gezien de toestand van het ijs in de winter van 1941, zat er niks anders op dan de haven van Moermansk, die op slechts 40 kilometer van het front lag, opnieuw in gebruik te nemen. Daar waren echter alle haveninstallaties gedemonteerd en afgevoerd. Met de hulp van 5000 helpers en 1500 inwoners uit de stad werd de haven bij bijna dagelijkse bombardementen uit Finland en Noorwegen gerepareerd. Dit ontwikkelde zich ten tijde van de oorlog tot een van de zwaarst omstreden objecten van het noorden van de Sovjet-Unie. In Moermansk kwam het eerste konvooi onder beschutting van de poolnacht aan op 11 januari 1942.
Het jaar 1942 werd het zwaarste krijgsjaar van de Arctis. Na de nederlaag bij de Slag om Moskou probeerde het Duitse Rijk het transport over de Noordoostelijke Doorvaart lam te leggen. Aan het einde van de maand juli van 1942 verschenen voor het eerst U-Boten in de Noordelijke IJszee en vielen Sovjetpoolstations aan. De zware kruiser Admiral Scheer trok door de Karazee en bracht in augustus de Sibirjakov tot zinken. De tocht van het konvooi PQ-17 in juni 1942 van IJsland naar Moermansk verliep vooral rampzalig: Van 34 schepen kwamen slechts elf door. Na deze catastrofe werden de konvooien pas hervat in september. In het voorjaar van 1943 legden de geallieerden het scheepsverkeer voor bijna 9 maanden stil.
Ook het oostelijke deel van de Noordoostelijke Doorvaart was van strategisch belang. Amerikaanse vliegtuigen werden in het kader van de Land Lease Act door Amerikaanse piloten naar het Tsjoektsjenschiereiland gevlogen en vandaar door sovjetpiloten verder gevlogen naar Krasnojarsk. Hiervoor moesten luchthavens met brandstofopslagplaatsen worden aangelegd en onderhouden. De scheepvaart was afhankelijk van een verzekerde levering van kolen, waarbij Vorkoeta – ondanks de slechte kwaliteit van haar steenkool – tot de belangrijkste leverancier werd. De hele route werd uitgerust van steenkoolkampen. Nog op 12 augustus 1944 torpedeerde een Duitse U-Boot de stoomboot Marina Radovska bij Dikson samen met twee escorteschepen, waarbij 618 personen stierven. In datzelfde jaar gingen in de Atlantische Oceaan van de 258 schepen uit de konvooien nog slechts 6 verloren.

## Na de Tweede Wereldoorlog
In 1946 loste Aleksandr Afanasjev Ivan Papanin af als leider van het Hoofdbestuur Noordelijke Zeeroute. Na de Tweede Wereldoorlog werden de expedities voortgezet: In 1946 onderzocht de ijsbreker Noordpool de noordoostelijke zeeën; in 1948 de Lutke de Karazee en in 1955 de Groenlandzee. Vanaf 1948 werden ook vluchten uitgevoerd in de hogere atmosfeer; In 1950 werd opnieuw een drijvend poolstation in bedrijf genomen. Talrijke nieuwe ijsbrekers werden gebouwd, waaronder de atoomaangedreven schepen Lenin en Arktika. Het aantal onderzoeksstations werd uitgebreid tot meer dan 100. Vanaf 1954 moest het Hoofdbestuur Noordelijke Zeeroute talrijke taken overdragen aan andere ministeries en in 1970 werd het uiteindelijk tot onderdeel gemaakt van het ministerie van Marine (морского флота).